# Liberalismo classico

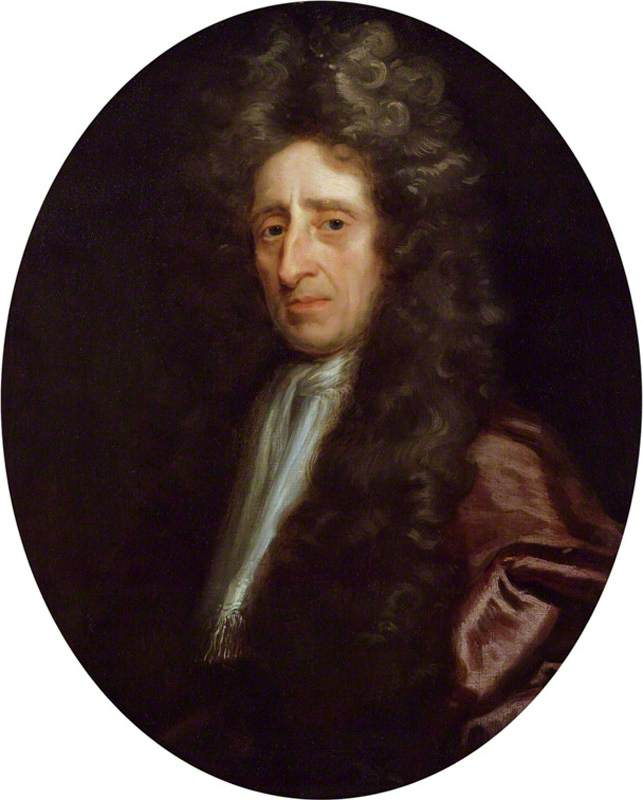
John Locke, padre del liberalismo.

Il liberalismo classico è una corrente di pensiero politico ed economico che si sviluppò tra il XVII e il XIX secolo in Europa e negli Stati Uniti. Il liberalismo classico si basa su alcuni principi fondamentali, tra cui:
- La difesa della libertà individuale e delle libertà civili contro l'ingerenza dello Stato e di altri poteri;
- Il governo limitato, cioè sull'idea che il potere dello Stato debba essere circoscritto da principi e norme costituzionali;
- Lo stato di diritto, che si basa sul principio della legalità, ovvero il rispetto delle norme giuridiche che regolano i rapporti tra i cittadini e lo Stato;
- Il consenso dei governati, il quale si riferisce all'idea che la legittimità e l'autorità di un governo dipendono dal consenso del popolo;
- La separazione dei poteri tra esecutivo, legislativo e giudiziario;
- Il riconoscimento dei diritti naturali dell'uomo, come la vita, la libertà, la proprietà privata, il perseguimento della felicità e la resistenza all'oppressione;
- L'uguaglianza di tutti i cittadini di fronte alla legge e il suffragio universale;
- Il libero mercato e la libera concorrenza come meccanismi di regolazione dell'economia;
- La tolleranza e il pluralismo che incoraggiano il rispetto e la convivenza pacifica tra persone di opinioni, credenze, culture e stili di vita diversi;
- Il cosmopolitismo e il pacifismo come ideali di convivenza tra le nazioni.

Il liberalismo classico è l'insieme delle idee dei whigs e dei radicals, e rappresenta anche le posizioni politiche iniziali del Partito Liberale (evoluzione del Partito Whig).
Tra i principali esponenti del liberalismo classico si possono citare John Locke, Adam Smith, Montesquieu, Voltaire, Benjamin Franklin, Thomas Jefferson, Alexis de Tocqueville, John Stuart Mill e Benjamin Constant.

## Origini storiche
Il liberalismo classico è fondato sulle idee del Secondo trattato sul governo e la Lettera sulla tolleranza di John Locke, che era stato scritto come difesa della Gloriosa Rivoluzione del 1688. Sebbene questi scritti fossero considerati all'epoca troppo estremi per i nuovi governanti britannici, in seguito vennero citati dai whig, dai radicali e dai sostenitori della Rivoluzione americana.
Thomas Jefferson adottò molti degli ideali del liberalismo, ma nella Dichiarazione di Indipendenza cambiò la frase "vita, libertà e proprietà" di Locke in "vita, libertà e perseguimento della felicità".

## Due tradizioni liberali
Friedrich Hayek ha identificato due diverse tradizioni all'interno del liberalismo classico, vale a dire la tradizione britannica e la tradizione francese. Hayek vedeva i filosofi britannici Bernard Mandeville, David Hume, Adam Smith, Adam Ferguson, Josiah Tucker e William Paley come rappresentanti di una tradizione che articolava credenze nell'empirismo, nel diritto comune e nelle tradizioni e istituzioni che si erano evolute spontaneamente ma erano state comprese in modo imperfetto. La tradizione francese includeva Jean-Jacques Rousseau, il marchese de Condorcet, gli enciclopedisti, i fisiocrati e gli Idéologues. Questa tradizione credeva nel razionalismo e talvolta mostrava ostilità alla tradizione e alla religione. Hayek ha ammesso che le etichette nazionali non corrispondevano esattamente alla tradizione di appartenenza poiché vedeva i francesi Montesquieu, Benjamin Constant e Alexis de Tocqueville come appartenenti alla tradizione britannica e i britannici Thomas Hobbes, Joseph Priestley, Richard Price e Thomas Paine come appartenenti alla tradizione francese.
Guido De Ruggiero ha anche identificato differenze tra "Montesquieu e Rousseau, i tipi di liberalismo inglese e democratico" e ha sostenuto che c'era un "profondo contrasto tra i due sistemi liberali".
Affermò che lo spirito dell'"autentico liberalismo inglese" aveva "costruito il suo lavoro pezzo per pezzo senza mai distruggere ciò che era stato costruito una volta, ma basandosi su di esso ogni nuova partenza". Questo liberalismo aveva «insensibilmente adattato le antiche istituzioni alle moderne esigenze» e «istintivamente si era rifuggito da ogni astratta proclamazione di principi e di diritti». Ruggiero ha affermato che questo liberalismo è stato sfidato da quello che ha chiamato il "nuovo liberalismo della Francia" che è stato caratterizzato da egualitarismo e una "coscienza razionalista".

## Critiche

### Critica fascista
Secondo il pensiero fascista, il liberalismo classico e il liberalismo in generale sono incompatibili con i principi totalitari che costituiscono la sua essenza. Tale critica fu avanzata con forza da Giovanni Gentile e Benito Mussolini, rispettivamente ne "Origini e dottrina del fascismo" del 1929 e ne "La Dottrina del Fascismo" del 1932. La filosofia liberale è stata accusata di essere troppo individualista e di non considerare adeguatamente gli interessi collettivi della nazione, che invece costituiscono il fondamento del fascismo:
coincide con lo Stato, coscienza e volontà universale dell'uomo nella sua esistenza storica. È
contro il liberalismo classico, che sorse dal bisogno di reagire all'assolutismo e ha esaurito la
sua funzione storica da quando lo Stato si è trasformato nella stessa coscienza e volontà
popolare. Il liberalismo negava lo Stato nell'interesse dell'individuo particolare; il fascismo
riafferma lo Stato come la realtà vera dell'individuo. E se la libertà dev'essere l'attributo
dell'uomo reale, e non di quell'astratto fantoccio a cui pensava il liberalismo individualistico,
il fascismo è per la libertà. È per la sola libertà che possa essere una cosa seria, la libertà dello
Stato e dell'individuo nello Stato. Giacché, per il fascista, tutto è nello Stato, e nulla di umano
o spirituale esiste, e tanto meno ha valore, fuori dello Stato. In tal senso il fascismo è
totalitario, e lo Stato fascista, sintesi e unità di ogni valore, interpreta, sviluppa e potenzia
tutta la vita del popolo.»
(Benito Mussolini, La Dottrina del Fascismo, Idee fondamentali, VII)